# A Plague Tale: Requiem
A Plague Tale: Requiem é um jogo eletrônico de ação-aventura e furtividade desenvolvido pela Asobo Studio e publicado pela Focus Home Interactive. Foi lançado em 18 de outubro de 2022 para Microsoft Windows, Nintendo Switch, PlayStation 5 e Xbox Series X/S.

## Jogabilidade
Semelhante ao antecessor, Requiem é um jogo de ação e aventura jogado a partir de uma perspectiva de terceira pessoa. No jogo, o jogador assume o controle da personagem Amicia e deve enfrentar tanto soldados da Inquisição Francesa, quanto hordas de ratos famintos que estão espalhando a Peste Negra. A jogabilidade é bastante semelhante ao primeiro jogo, embora o sistema de combate seja significativamente expandido. Amicia está equipada com armas como faca para usar contra combates diretos ou ataques furtivos, uma funda que pode ser usada para atirar pedras e uma besta que lhe permite derrotar facilmente oponentes com armadura ou a longa distância. Dardos de besta, potes de arremesso e pedras podem ser combinados com misturas alquímicas. Além de acendedor e extinguis, que permitem ao jogador acender e apagar chamas respectivamente, o jogo apresenta alcatrão, que aumenta o raio da fonte de luz, podendo ser usado para incendiar inimigos.
A ambientação também é maior em Requiem, dando aos jogadores opções adicionais para progredir. A furtividade é também expandida. Ao contrário de Innocence, Amicia não morreria depois de ser atingida uma vez por inimigos. Ela também pode retornar à furtividade depois que ela foi descoberta por inimigos e contra-atacar caso ela chegue muito perto dos inimigos. O irmão de Amicia, Hugo, que tem uma conexão com a praga, pode usar uma habilidade chamada "eco", que revela a localização dos inimigos através das paredes. Hugo também pode controlar as hordas de ratos para dominar os inimigos. Semelhante ao primeiro jogo, os ratos, que são avessos à luz, desempenham um papel enorme no jogo. Amicia e Hugo devem ficar na luz, ou serão devorados pelos ratos. Amicia pode usar os ratos a seu favor, manipulando-os para resolver puzzles, ou até mesmo atraí-los para matar inimigos.
O jogo apresenta um sistema de progressão no qual o jogador será premiado com habilidades e habilidades adicionais. Jogadores furtivos desbloquearão habilidades que lhes permitirão se esgueirar com mais eficiência, enquanto aqueles que preferem uma abordagem mais letal desbloquearão habilidades de combate adicionais. Os equipamentos do jogador também podem ser atualizados em bancadas de trabalho.

## Enredo

### Premissa
Seis meses após os eventos do primeiro jogo, os irmãos Amicia e Hugo de Rune devem viajar para o sul da França em busca de uma ilha que possa fornecer uma cura para a misteriosa doença sanguínea de Hugo. Hugo é frequentemente dominado por seus novos poderes, enquanto Amicia deve enfrentar o trauma emocional de matar inimigos e outras ações feitas para proteger a si mesma e a seu irmão.

### Trama

Os personagens Hugo, Amicia e Lucas (respectivamente) fugindo dos ratos devoradores que transmitem a peste.

Amicia, Hugo, Beatrice e Lucas fogem de sua província natal de Guiena, sudoeste da França — devastada pela peste e pela guerra —, e seguem rumo ao sudeste até à cidade de Provença, onde uma organização de alquimistas chamada de "Ordem" prometeu fornecer refúgio à família De Rune. Chegando à cidade, encontram o representante local da Ordem, magister Vaudin. No entanto, a mácula de Hugo começa a evoluir novamente, enquanto que Amicia e Lucas descobrem rapidamente que os ratos e a praga também seguiram até Provença. As tentativas de Beatrice e Vaudin de tratar Hugo serviu apenas para exacerbar sua condição. Vendo a situação da cidade se deteriorando, Vaudin providencia para que o grupo parta de barco para a sede da Ordem em Marselha, mas a cidade é subitamente atacada por uma enorme quantidade de ratos que deixa toda a cidade em ruínas.
Cética em relação aos motivos da Ordem e não querendo ver Hugo ser trancado como cobaia novamente, Amicia decide se separar de Beatrice e Lucas. Em vez disso, Amicia decide tentar encontrar a ilha com a qual Hugo continua tendo sonhos recorrentes, que promete uma cura para a mácula. No entanto, ao longo do caminho, eles são perseguidos por tropas do exército, bem como mercenários desonestos liderados pelo cavaleiro Arnaud. Arnaud resgata Amicia de um enxame de ratos e vendo que Hugo pode controlar ratos, se oferece para providenciar transporte para a ilha que Hugo está sonhando, La Cuna. Eles recrutam sua amiga contrabandista Sophia para transportá-los para a ilha.
Ao chegar em La Cuna, Amicia e Hugo descobrem que os moradores adoram uma divindade pagã chamada Criança das Brasas. Arnaud mostra seus verdadeiros motivos quando tenta coagir Hugo a convocar ratos para atacar Victor, o Conde de Provença. Irritada, Amicia frustra os planos de Arnaud, resultando em sua prisão. Victor e sua esposa Emilie expressam sua gratidão a Amicia e aceitam ela e Hugo como seus convidados. Junto com Sophia, Amicia e Hugo partem para explorar a ilha em busca de pistas. Eles conseguem se infiltrar em um ritual realizado por Victor e Emilie, descobrindo que eles lideram um culto que, sem saber, adora um portador de mácula passado como o Criança das Brasas. Aprofundando-se em um antigo templo da Ordem, eles ficam desapontados por não encontrar uma cura, mas encontram pistas sobre o Criança das Brasas, Basilius, e sua Protetora, Aelia.
O trio dirige-se à capela onde Aelia estava sendo mantida e descobre que ela é ocupada por um culto de escravos que adoram a Criança das Brasas e oferecem sacrifícios de sangue a ele. Hugo fica irritado com isso e convoca os ratos para matar todos os traficantes de escravos, enquanto Amicia encontra uma mensagem deixada por Aelia dizendo para onde Basilius foi levado. Eles encontram um enorme templo subterrâneo, onde, para seu horror, descobrem que Basilius foi trancado em uma prisão subterrânea pela Ordem em uma tentativa fútil de conter a mácula quando cruzou o último limiar. Sem Aelia para controlar suas emoções, Basilius enlouqueceu e desencadeou a Praga Justiniana. Amicia então percebe que a mácula mostrou a Hugo o sonho em um esforço para atraí-lo para suas garras, e eles fogem do templo quando ele desmorona de uma horda de ratos. Enquanto Sophia prepara o navio, Amicia e Hugo voltam para o castelo de Victor, agora cercado pelos ratos. Amicia argumenta que, enquanto eles estiverem lá para apoiar Hugo e manter suas emoções sob controle, a mácula permanecerá adormecida.
No entanto, Victor confronta Amicia, com a intenção de levar Hugo já que Emilie está convencida de que ele é o Criança das Brasas. Amicia e Lucas são capturados enquanto Beatrice é morta em um ritual de sacrifício. Hugo testemunha a morte de Beatrice e enlouquece, convocando uma horda de ratos que devoram Emilie e muitas das tropas de Victor. Eles então fogem para o porto, resgatando Arnaud no caminho antes de partir no navio de Sophia. O Conde, ainda com a intenção de se vingar, os persegue em seu próprio navio. Victor captura Hugo enquanto o resto do grupo é forçado ao mar. Na praia, Victor confronta Amicia e Arnaud se sacrifica para dar a Amicia a oportunidade de matar Victor. Infelizmente, é tarde demais para impedir que Hugo se entregue à mácula, espalhando uma nuvem escura chamada Nebulosa que bloqueia o sol e permite que os ratos se espalhem sem controle. O grupo segue para Marselha, que já foi devastada pelos ratos. Amicia investiga o centro da Nebulosa, onde Hugo diz a ela que agora que ele se fundiu totalmente com a mácula, a única maneira de parar os ratos é matá-lo, o que Amicia relutantemente faz. Um ano depois, Amicia se prepara para embarcar em uma jornada para encontrar o próximo Portador e Protetor da mácula para que ela possa ajudar a guiá-los. Antes de sair, ela presta homenagem ao túmulo de Hugo. Em uma cena pós-créditos, uma nova mácula é vista emergir nos tempos modernos ou em um futuro próximo.

## Desenvolvimento
Sendo desenvolvido pela empresa francesa de desenvolvimento de jogo eletrônico Asobo Studio. Semelhante ao primeiro jogo, o jogo se passa na França Medieval no século XIV. Para garantir a autenticidade dos locais, a equipe colaborou com Roxane Chila, médica em História Medieval, e navegou em outros sites especializados para obter informações adicionais. A equipe também se inspirou nas experiências pessoais de alguns de seus membros. Decidiram desde o início que o jogo teria uma paleta de cores diferente quando comparado ao seu antecessor. Como resultado, o cenário do jogo foi movido da sombria e devastada Aquitânia para Provença, que é mais colorido e vibrante. De acordo com o escritor principal Sébastien Renard, isso criou um "contraste mais nítido entre a dura realidade do cenário medieval, no qual eventos terríveis estavam acontecendo, e ambientes bonitos, às vezes desconhecidos." Para criar oportunidades adicionais de resolução de quebra-cabeças, o jogo apresenta vários novos locais, incluindo portos e mercados, em Requiem.
O jogo foi anunciado pelo Asobo Studio e pela editora Focus Entertainment durante a conferência de imprensa da Microsoft, na E3 2021. O jogo concorreu ao Tribeca Games Award e foi incluído como seleção oficial. A Plague Tale: Requiem foi lançado em 18 de outubro de 2022 para Windows, PlayStation 5 e Xbox Series X e Series S. O lançamento de uma nova geração de consoles permitiu que o jogo renderizasse mais de 300 mil ratos de uma só vez. Uma versão somente na nuvem também seria lançada para o Nintendo Switch no mesmo dia.

## Prêmios e indicações
| Ano  | Prêmio                       | Categoria                                                       | Resultado | Ref.   |
| ---- | ---------------------------- | --------------------------------------------------------------- | --------- | ------ |
| 2022 | Golden Joystick Awards       | Melhor Design Visual                                            | Indicado  | [ 12 ] |
| 2022 | The Game Awards 2022         | Jogo do Ano                                                     | Indicado  | [ 13 ] |
| 2022 | The Game Awards 2022         | Melhor Narrativa                                                | Indicado  | [ 13 ] |
| 2022 | The Game Awards 2022         | Melhor Trilha Sonora e Música                                   | Indicado  | [ 13 ] |
| 2022 | The Game Awards 2022         | Melhor Performance (Charlotte McBurney como Amicia)             | Indicado  | [ 13 ] |
| 2022 | The Game Awards 2022         | Melhor Jogo de Ação/Aventura                                    | Indicado  | [ 13 ] |
| 2023 | D.I.C.E. Awards              | Realização Técnica Excepcional                                  | Indicado  | [ 14 ] |
| 2023 | D.I.C.E. Awards              | Design de Áudio                                                 | Indicado  | [ 14 ] |
| 2023 | D.I.C.E. Awards              | Composição Musical Original                                     | Indicado  | [ 14 ] |
| 2023 | British Academy Games Awards | Realização Artística                                            | Indicado  | [ 15 ] |
| 2023 | British Academy Games Awards | Realização de Áudio                                             | Indicado  | [ 15 ] |
| 2023 | British Academy Games Awards | Música                                                          | Indicado  | [ 15 ] |
| 2023 | British Academy Games Awards | Narrativa                                                       | Indicado  | [ 15 ] |
| 2023 | British Academy Games Awards | Performance em Papel Principal (Charlotte McBurney como Amicia) | Indicado  | [ 15 ] |